# Fed Cup 1996 Zona Americana
La Zona Americana (Americas Zone) è una delle 3 divisioni zonali nell'ambito della Fed Cup 1996. Essa è a sua volta suddivisa in due gruppi (Group I, Group II) formati rispettivamente da squadre inserite in tali gruppi in base ai risultati ottenuti l'anno precedente.

## Gruppo I
- Località: Club Palestino, Santiago, Cile (Terra rossa)
- Data: 22-28 aprile

Le sette squadre sono state divise in due gironi, un girone di quattro squadre (Pool A) e (Pool B). I vincitori di ciascun pool giocano tra loro per accedere ai play-off e il vincitore passa al World Group II Play-off. Le nazioni classificate al terzo posto in ciascun girone giocano tra loro per non retrocedere al Gruppo II. La nazione classificata al quarto posto nel Pool A è retrocessa al Gruppo II.

### Pools
|   | Pool A         | CHI | COL | MEX | PAR |   |                  | Pool B | VEN | BRA | PUR | URU |
| 1 | Cile (3-0)     |     | 2-1 | 2-1 | 2-1 | 1 | Venezuela (3-0)  |        | 3-0 | 3-0 | 3-0 |     |
| 2 | Colombia (2-1) | 1-2 |     | 2-1 | 2-1 | 2 | Brasile (2-1)    | 0-3    |     | 3-0 | 3-0 |     |
| 3 | Messico (1-2)  | 1-2 | 1-2 |     | 2-1 | 3 | Porto Rico (1-2) | 0-3    | 0-3 |     | 2-1 |     |
| 4 | Paraguay (0-3) | 1-2 | 1-2 | 1-2 |     | 4 | Uruguay (0-3)    | 0-3    | 0-3 | 1-2 |     |     |

### Semifinali
| Località        | Squadra vincente | Punteggio | Squadra perdente |
| --------------- | ---------------- | --------- | ---------------- |
| 1° (A) / 2° (B) | Cile             | 2-1       | Brasile          |
| 2° (A) / 1° (B) | Colombia         | 2-1       | Venezuela        |

### Play-off
| Cile 2 | Club Palestino, Santiago, Cile 28 aprile 1996 Terra rossa | Club Palestino, Santiago, Cile 28 aprile 1996 Terra rossa         | Colombia 1 |     |   |  |
| \| \| \| \| 1 \| 2 \| 3 \| \| \| - \| \| ----------------------------------------------------------------- \| --- \| --- \| - \| \| \| 1 \| \| Barbara Castro Fabiola Zuluaga \| 0 6 \| 1 6 \| \| \| \| 2 \| \| Paula Cabezas Carmina Giraldo \| 7 5 \| 7 5 \| \| \| \| 3 \| \| Paula Cabezas / Barbara Castro Ximena Rodríguez / Fabiola Zuluaga \| 6 0 \| 7 5 \| \| \| |                                                           |                                                                   |            |     |   |  |
| |                                                           |                                                                   | 1          | 2   | 3 |  |
| 1 | Cile (bandiera) · Colombia (bandiera)                     | Barbara Castro Fabiola Zuluaga                                    | 0 6        | 1 6 |   |  |
| 2 | Cile (bandiera) · Colombia (bandiera)                     | Paula Cabezas Carmina Giraldo                                     | 7 5        | 7 5 |   |  |
| 3 | Cile (bandiera) · Colombia (bandiera)                     | Paula Cabezas / Barbara Castro Ximena Rodríguez / Fabiola Zuluaga | 6 0        | 7 5 |   |  |

- Cile promossa al World Group II Play-offs.
- Paraguay e Uruguay retrocesse al Gruppo II della Fed Cup 1997.

## Gruppo II
- Località: Santo Domingo, Repubblica Dominicana (Terra rossa)
- Data: 6-12 maggio

### Pools
|   | Pool A            | ECU | BOL | ESA | GUA | BAH | BAR |
| 1 | Ecuador (5-0)     |     | 3-0 | 3-0 | 3-0 | 3-0 | 3-0 |
| 2 | Bolivia (4-1)     | 0-3 |     | 3-0 | 3-0 | 3-0 | 3-0 |
| 3 | El Salvador (3-2) | 0-3 | 0-3 |     | 3-0 | 3-0 | 3-0 |
| 4 | Guatemala (2-3)   | 0-3 | 0-3 | 0-3 |     | 2-1 | 3-0 |
| 5 | Bahamas (1-4)     | 0-3 | 0-3 | 0-3 | 1-2 |     | 2-1 |
| 6 | Barbados (0-5)    | 0-3 | 0-3 | 0-3 | 0-3 | 1-2 |     |

|   | Pool B                      | PER | CUB | DOM | CRC | TRI | JAM | BER |
| 1 | Perù (5-1, 15 R)            |     | 1-2 | 3-0 | 3-0 | 2-1 | 3-0 | 3-0 |
| 2 | Cuba (5-1, 15 R)            | 2-1 |     | 1-2 | 3-0 | 3-0 | 3-0 | 3-0 |
| 3 | Rep. Dominicana (5-1, 12 R) | 0-3 | 2-1 |     | 2-1 | 3-0 | 2-1 | 3-0 |
| 4 | Costa Rica (3-3)            | 0-3 | 0-3 | 1-2 |     | 3-0 | 2-1 | 2-1 |
| 5 | Trinidad e Tobago (2-4)     | 1-2 | 0-3 | 0-3 | 0-3 |     | 2-1 | 3-0 |
| 6 | Giamaica (1-5)              | 0-3 | 0-3 | 1-2 | 0-3 | 1-2 |     | 3-0 |
| 7 | Bermuda (0-6)               | 0-3 | 0-3 | 0-3 | 1-2 | 0-3 | 0-3 |     |

- Ecuador e Perù promosse al Gruppo I della Fed Cup 1997.